# 後結構主義
後結構主義是指跟隨在結構主義覺醒之後出現的一套思想，它試圖去了解這個分割成數個體系的世界。
後結構主義者與它的結構主義前輩最明顯不同的地方在於，他們拋棄了結構主義的簡化主義方法論。他們挑戰結構主義宣稱自己是能夠詮釋所有文本的批評後設語言（metalanguage），並且認為一個文本之外中立全知的觀點是不可能存在的。後結構主義者追求的是意符的無限扮演（play），並且不會給予任何一種閱讀方法比其他方法還要更高的地位。也因此，後結構主義領域中很少有互相一致的理論，但是每個理論都是從對結構主義的批判為起點。後結構主義是針對歷史相對論、意義與後文藝復興的理性哲學批判的批判性理論，但反對結構性語言學為理論基礎，強調片段不連續性，不相信歷史進化和知識累積論。而後結構主義的研究是帶有政治性的，因為許多後結構主義者相信，我們認為我們居住的這個世界事實上只是一個社會建構，在當中有許多不同的意識形態推動著想要成為霸權。
一些主要的後結構主義者有德希達、福柯、羅蘭·巴特（至少在後期的著作中）以及或許有爭議的布希亞。

## 其他主題
- 解構
- 結構主義
- 後現代主義

## 外部連結
1. ↑  藝術與建築索引典－後結構主義[永久]於2011年4月7日查閱